# Dendrelaphis lineolatus
Espèce
Synonymes
- Dendrophis lineolata Jacquinot & Guichenot, 1853
- Dendrophis punctulatus var. atrostriata Meyer, 1874
- Dendrophis punctulatus var. fasciata Meyer, 1874
- Dendrophis elegans Ogilby 1891

Dendrelaphis lineolatus est une espèce de serpents de la famille des Colubridae.

## Répartition
Cette espèce est endémique de Nouvelle-Guinée. Elle se rencontre en Papouasie-Nouvelle-Guinée et en Indonésie

## Publication originale
- Jacquinot & Guichenot, 1853 : Reptiles et poissons in Hombron & Jacquinot, 1853 : Zoologie 3 in Dumont d’Urville, 1853 : Voyage au pole sud et dans l'Océanie sur les corvettes l’Astrolabe et la Zélée, p. 1-56.